# Juegos Deportivos Paranacionales de Colombia
Los Juegos Deportivos Paranacionales son un evento multideportivo que se realiza en Colombia y son organizados por el Ministerio del Deporte. En este evento participa una representación deportiva de para atletas de cada departamento, el Distrito Capital de Bogotá y el representativo de las Fuerzas Militares. 

## Historia

### Eventos y ediciones
Sedes de los Juegos Deportivos Paranacionales
| 2004 | I edición   | Bogotá, D. C.   | Bogotá, D. C.            |
| 2008 | II edición  | Cali            | Valle del Cauca          |
| 2012 | III edición | Cúcuta          | Norte de Santander       |
|      |             | Cali            | Valle del Cauca          |
| 2015 | IV edición  | Ibagué / Melgar | Tolima                   |
|      |             | Cali            | Valle del Cauca          |
| 2019 | V edición   | Cartagena       | Bolívar                  |
| 2023 | VI edición  | Eje Cafetero    | Caldas Quindío Risaralda |
| 2027 | VII edición | Córdoba y Sucre | Córdoba Sucre            |

## Participantes

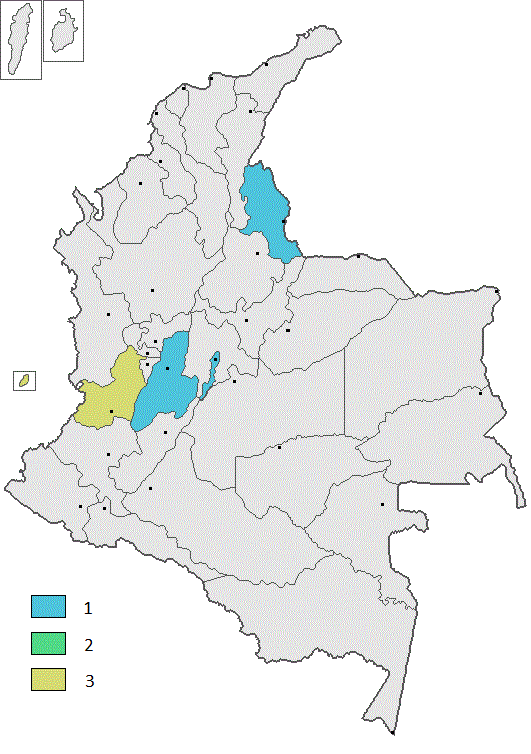
Sedes de los Juegos Deportivos Paranacionales.

Los Juegos Deportivos Paranacionales cuentan con la participación deportiva de cada departamento, Bogotá, Distrito Capital y de las Fuerzas Militares.
| Delegación               | 2004 | 2008 | 2012 | 2015 | 2019 | 2023 | Total |
| ------------------------ | ---- | ---- | ---- | ---- | ---- | ---- | ----- |
| Amazonas                 |      |      |      |      |      |      |       |
| Antioquia                |      |      | X    | X    | X    | X    |       |
| Arauca                   |      |      | X    | X    | X    | X    |       |
| Atlántico                |      |      | X    | X    | X    | X    |       |
| Bogotá, D. C.            |      |      | X    | X    | X    | X    |       |
| Bolívar                  |      |      | X    | X    | X    | X    |       |
| Boyacá                   |      |      | X    | X    | X    | X    |       |
| Caldas                   |      |      | X    | X    | X    | X    |       |
| Caquetá                  |      |      | X    | X    | X    | X    |       |
| Casanare                 |      |      | X    | X    | X    | X    |       |
| Cauca                    |      |      | X    | X    | X    | X    |       |
| Cesar                    |      |      | X    | X    | X    | X    |       |
| Chocó                    |      |      | X    | X    | X    | X    |       |
| Córdoba                  |      |      | X    | X    | X    | X    |       |
| Cundinamarca             |      |      | X    | X    | X    | X    |       |
| Fuerzas Armadas          |      |      | X    | X    | X    | X    |       |
| Guainía                  |      |      |      |      |      |      |       |
| Guaviare                 |      |      | X    | X    | X    | X    |       |
| Huila                    |      |      | X    | X    | X    | X    |       |
| La Guajira               |      |      | X    | X    | X    | X    |       |
| Magdalena                |      |      | X    | X    | X    | X    |       |
| Meta                     |      |      | X    | X    | X    | X    |       |
| Nariño                   |      |      | X    | X    | X    | X    |       |
| Norte de Santander       |      |      | X    | X    | X    | X    |       |
| Putumayo                 |      |      | X    | X    | X    | X    |       |
| Quindío                  |      |      | X    | X    | X    | X    |       |
| Risaralda                |      |      | X    | X    | X    | X    |       |
| San Andrés y Providencia |      |      | X    | X    | X    |      |       |
| Santander                |      |      | X    | X    | X    | X    |       |
| Sucre                    |      |      | X    | X    | X    | X    |       |
| Tolima                   |      |      | X    | X    | X    | X    |       |
| Valle del Cauca          |      |      | X    | X    | X    | X    |       |
| Vaupés                   |      |      |      |      | X    |      |       |
| Vichada                  |      |      |      |      | X    |      |       |

## Deportes
| - Ajedrez - Baloncesto en silla de ruedas - Billar - Boccia - Bowling - Esgrima | - Fútbol 5 - Fútbol 7 - Fútbol - Fútbol Sala - Golbol - Judo | - Para atletismo - Para natación - Para powerlifting - Para triatlón - Paracycling | - Rugby en silla de ruedas - Tenis de mesa - Tenis en silla de ruedas - Tiro deportivo - Voleibol sentado |